# Āq Tekeh Khān
Āq Tekeh Khān (persiska: آق تكه خان, آق تيكه خان) är en ort i Iran.   Den ligger i provinsen Golestan, i den norra delen av landet, 300 km nordost om huvudstaden Teheran. Antalet invånare är 886.
Terrängen runt Āq Tekeh Khān är mycket platt. Runt Āq Tekeh Khān är det ganska tätbefolkat, med 207 invånare per kvadratkilometer. Närmaste större samhälle är Gorgan, 17,9 km söder om Āq Tekeh Khān. Trakten runt Āq Tekeh Khān består till största delen av jordbruksmark.